# رالف بيري
رالف بيري (بالإنجليزية: Ralph Barton Perry)‏ (و. 1876 – 1957 م) هو مؤلف، وفيلسوف، وأستاذ جامعي أمريكي، وكان عضوًا في الأكاديمية الأمريكية للفنون والعلوم، توفي في بوسطن، عن عمر يناهز 81 عاماً.

## التعليم
تعلم في جامعة هارفارد، وجامعة برنستون.

## جوائز
حصل على جوائز منها:
- جائزة بوليتزر عن فئة السيرة الذاتية.

## روابط خارجية
- رالف بيري على موقع الموسوعة البريطانية (الإنجليزية)